# Nomineringar till Nordiska rådets litteraturpris från Färöarna

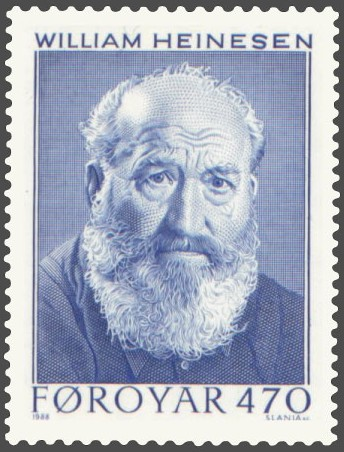
William Heinesen fick Nordiska rådets litteraturpris 1965, nominerad av Danmark

Nomineringar till Nordiska rådets litteraturpris från Färöarna görs sedan 1985 av den färöiska författarföreningen Rithøvundafelag Føroya.
Nordiska rådet har sedan 1962 årligen delat ut Nordiska rådets litteraturpris för ett litterärt verk på ett av de nordiska språken. William Heinesen från Färöarna vann priset 20 år tidigare, men då nominerad av Danmark. Rói Patursson fick priset 1986.

## Nomineringar
| 1985 | – Regin Dahl för diktsamlingen Eftirtorv                                                          |
| 1986 | – Rói Patursson för diktsamlingen Som (Líkasum) (också vinnare av Nordiska rådets litteraturpris) |
| 1987 | – Jens Pauli Heinesen för romanen Leikur tín er sum hin ljósi dagur                               |
| 1988 | – Jóanes Nielsen för diktsamlingen Tjøraðu plankarnir stevna inn í dreymin                        |
| 1989 | – Gunnar Hoydal för diktsamlingen Hús úr ljóði                                                    |
| 1990 | –                                                                                                 |
| 1991 | – Carl Jóhan Jensen för diktsamlingen Hvørkiskyn                                                  |
| 1992 | –                                                                                                 |
| 1993 | – Gunnar Hoydal för romanen Undir Suðurstjørnum                                                   |
| 1994 | – Jóanes Nielsen för diktsamlingen Kirkjurnar á havsins botni                                     |
| 1995 | – Jens Pauli Heinesen för romanen Bláfelli                                                        |
| 1996 | – Tóroddur Poulsen för prosaboka Reglur                                                           |
| 1997 | –                                                                                                 |
| 1998 | – Carl Jóhan Jensen för diktsamlingen Tímar og rek                                                |
| 1999 | – Jóanes Nielsen för Pentur                                                                       |
| 2000 | –                                                                                                 |
| 2001 | – Oddvør Johansen för romanen Í morgin er aftur ein dagur                                         |
| 2002 | – Tóroddur Poulsen för diktsamlingen Blóðroyndir                                                  |
| 2003 | – Hanus Kamban för novellsamlingen Pílagrímar                                                     |
| 2004 | – Jóanes Nielsen för diktsamlingen Brúgvar av svongum orðum                                       |
| 2005 | – Tóroddur Poulsen för diktsamlingen Eygnamørk                                                    |
| 2007 | – Carl Jóhan Jensen för romanen Ó – søgur um djevulsskap                                          |
| 2008 | – Carl Jóhan Jensen för diktsamlingen September í bjørkum sum kanska eru bláar                    |
| 2009 | – Tóroddur Poulsen för diktsamlingen Rot (Rød)                                                    |
| 2010 | – Gunnar Hoydal för Í havsins hjarta                                                              |
| 2011 | – Tóroddur Poulsen för diktsamlingen Útsýni (Utsikt)                                              |
| 2012 | – Hanus Kamban för novellsamlingen Gullgentan (Guldpigen)                                         |
| 2013 | – Jóanes Nielsen för romanen Brahmadellarnir                                                      |
| 2014 | – Tóroddur Poulsen för diktsamlingen Fjalir                                                       |
| 2015 | – Sólrún Michelsen för romanen På den andra sidan finns mars (Hinumegin er mars)                  |
| 2016 | – Carl Jóhan Jensen för romanen Eg síggi teg betur - í myrkri                                     |
| 2017 | – Sissal Kampmann för romanen Sunnudagsland                                                       |
| 2018 | – Jóanes Nielsen för diktsamlingen Gudahøvd                                                       |
| 2019 | –                                                                                                 |
| 2020 | – Oddfríður Marni Rasmussen för romanen Ikki fyrr enn tá                                          |
| 2021 | – Lív Maria Róadóttir Jæger för poesisamlingen Eg skrivi á vátt pappír                            |
| 2022 | – Beinir Bergsson för diktsamlingen Sólgarðurin                                                   |